# 六甲車站 (日本)
六甲站（日语：／ Rokkō eki */?）位於兵庫縣神戶市灘區宮山町三丁目，是阪急電鐵神戶本線的車站。車站編號為HK-13。
快速急行（早晨及夜間行駛）以下車種皆會停靠本站。

## 歷史
- 1920年（大正9年）7月16日 - 隨阪神急行電鐵（當時的社名）神戶線開通而開始營運。[3]。
- 1968年（昭和43年）4月7日 - 隨著神戶高速鐵道的開通，山陽電氣鐵道的列車可直通運轉至本站[3]。月台配置由島式2面4線調整成側式2面4線。[2]。
- 1984年（昭和59年）5月5日 - 本站發生山陽的回送列車撞上阪急特急列車的事故[2]。
- 1987年（昭和62年）12月14日 - 快速急行列車開始停靠本站。
- 1995年（平成7年）
  - 1月17日 - 由於阪神大地震的關係，停止營運。
  - 2月13日 - 御影站 - 王子公園站間復駛[3]。往返於此區間內的普通列車開始營運。
  - 3月13日 - 王子公園站 - 三宮站間復駛[3]。往返於御影站 - 三宮站之間的普通列車開始營運。
  - 6月1日 - 岡本站 - 御影站間復駛[3]。往返於夙川站  - 神戶高速鐵道新開地站之間的普通列車開始營運。
  - 6月12日 - 全線開通[3]。
- 1998年（平成10年）2月15日 - 終止與山陽電氣鐵道的直通運轉[3]。
- 1999年（平成11年）
  - 9月30日 - 關閉2樓驗票口。
  - 10月18日 - 隨著跨站式站房的興建工程，關閉車站內的連絡通道。
- 2000年（平成12年）4月9日 - 新站房啟用[2]。
- 2013年（平成25年）12月21日 - 導入車站編號[4][5]。

## 車站結構
現在為側式月台2面4線跨站式站房。

### 月台配置
| 月台 | 路線     | 方向 | 目的地                              |
| ---- | -------- | ---- | ----------------------------------- |
| 1    | 神戶本線 | 下行 | 往 神戶（三宮）、新開地、山陽電鐵線 |
| 4    | 神戶本線 | 上行 | 往 大阪梅田、西宮北口、京都、寶塚   |

2・3號為通過線並沒有設置月台。此通過線為正線，車輛停靠的1・4號線為側線。

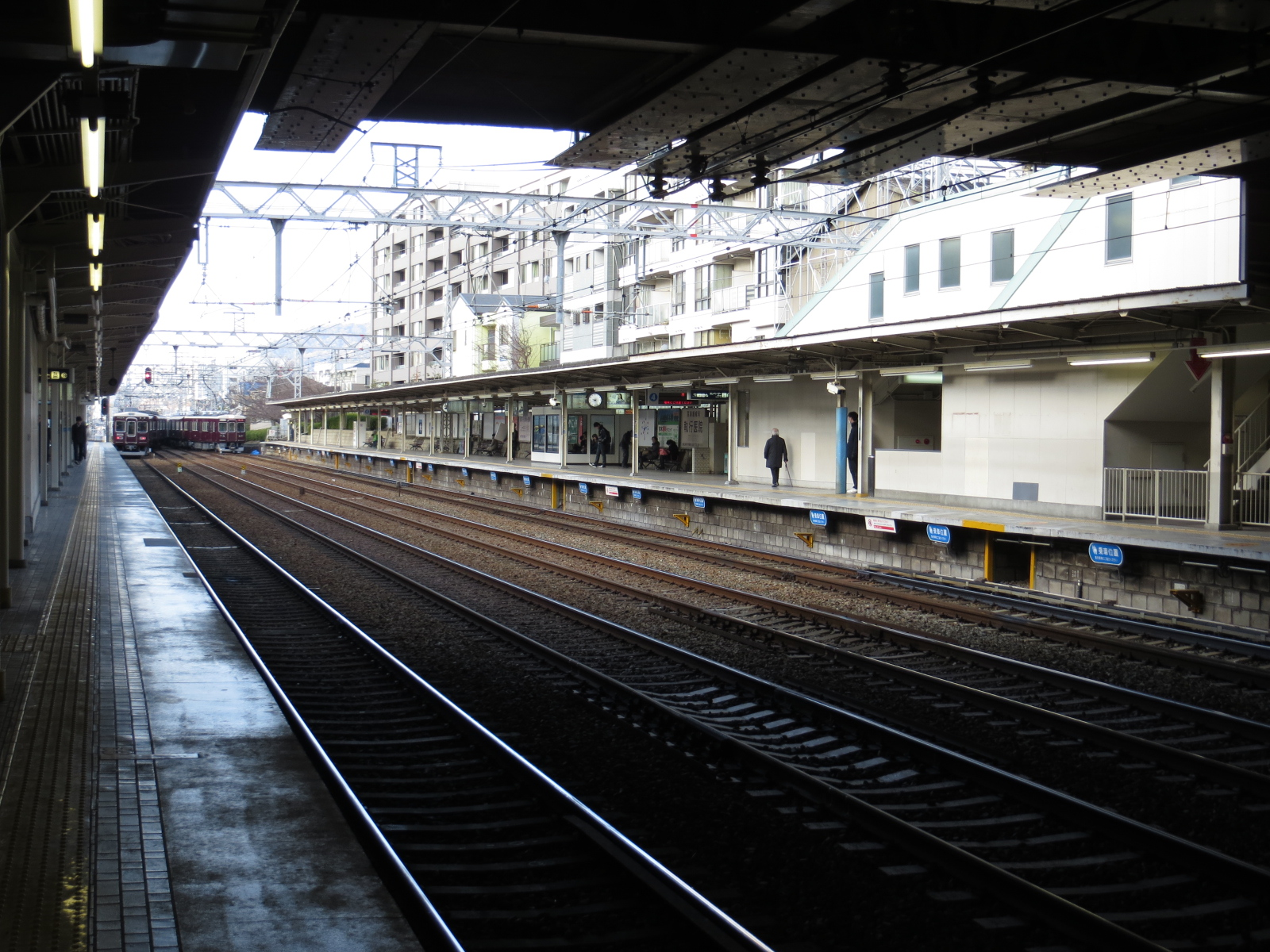
車站月台

## 使用狀況
2021年（令和3年）的1日平均上下車人次為21,932人。在阪急電鐵的車站中為第26。
近年的1日平均上下車人次如下表。
- 2007年度起至2015年度的資料為平日的1日平均上下車人次。
- 2016年度以後的資料為1日平均上下車人次。

| 年次               | 平日 上下車人次 | 平日 上車人次 | 全年平均 上下車人次 | 全年平均 上車人次 |
| ------------------ | --------------- | ------------- | ------------------- | ----------------- |
| 2007年（平成19年） | 33,727          | 16,550        | -                   | -                 |
| 2008年（平成20年） | 34,191          | 16,776        | -                   | -                 |
| 2009年（平成21年） | 33,550          | 16,478        | -                   | -                 |
| 2010年（平成22年） | 33,977          | 16,714        | -                   | -                 |
| 2011年（平成23年） | 34,069          | 16,791        | -                   | -                 |
| 2012年（平成24年） | 34,181          | 16,866        | -                   | -                 |
| 2013年（平成25年） | 34,182          | 16,872        | -                   | -                 |
| 2014年（平成26年） | 34,206          | 16,899        | -                   | -                 |
| 2015年（平成27年） | 34,132          | 16,907        | -                   | -                 |
| 2016年（平成28年） | -               | -             | 29,566              | 14,646            |
| 2017年（平成29年） | -               | -             | 29,516              | -                 |
| 2018年（平成30年） | -               | -             | 29,233              | -                 |
| 2019年（令和元年） | -               | -             | 29,523              | -                 |
| 2020年（令和2年）  |                 |               | 20,370              |                   |
| 2021年（令和3年）  |                 |               | 21,932              |                   |

## 車站周邊
可於本站換乘往六甲山的公車。。
距離六甲學院中學校・高等學校、親和中學校・親和女子高等學校及神戶大學為最近的車站，通勤時間有許多學生使用本站。
JR神戶線的六甲道站位於本站南方700公尺處（徒步約9分）。
- Asnas六甲店（位於站內）
- 計程車招呼站（車站内北側　阪急計程車專用・車站北側六甲站前大樓前）
- 六甲八幡神社
- 六甲地域福祉中心
- 神戶大學[2]
  - 山口誓子紀念館
- 六甲中學校・高等學校
- 神戶市立長峰中學校
- 神戶市立六甲小學校
- 六甲幼稚園
- 親和女子中學校・高等學校
- 神戶海星病院（有從阪急巴士站發車的接駁公車)
- 六甲病院
- 神戶篠原郵局
- 神戶高羽郵局
- 神戶將軍郵局
- 池田泉州銀行六甲支店
- 三井住友銀行六甲支店
- 阪急Oasis
- 神港教會
- 六甲天主教會

### 公車路線
本站設有「阪急六甲」公車站牌，有神戶市巴士及阪急巴士路線經過。
- 神戶市巴士

| 系統          | 目的地                     | 主要行經地                                  | 備註          |
| ------------- | -------------------------- | ------------------------------------------- | ------------- |
| 2             | 三宮神社・三宮站（阪神前） | 青谷・布引                                  |               |
| 16            | 六甲登山纜車山下站         | 高羽町・神大國際文化學部前                  |               |
| 18            | 三宮（三宮公車總站）       | 摩耶登山纜車山下站・青谷・布引・※新神戶站前 | ※部分班次經過 |
| 26            | 六甲登山纜車山下站         | 神戶海星病院前・昭生病院前                  |               |
| 32            | 御影山手                   | 天神山                                      | 循環路線      |
| 36            | 鶴甲團地                   | 神大正門前                                  |               |
| 16・36        | 阪神御影                   | JR六甲道・御影公會堂前                      |               |
| 2・18・26・32 | JR六甲道                   |                                             |               |

- 阪急巴士六甲線（無系統編號）
  - 往 六甲山頂（紀念碑台）
  - 往 六甲登山纜車山頂站
  - 往 摩耶空中纜車山頂站 （行經 六甲山牧場）

## 其他
- 神戶電鐵有馬線上，位於北區也有一個冠有「六甲」這個名稱的神鐵六甲站，但距離六甲山卻有7公里遠。
- 為了與鄰近的JR六甲道站做區別，本站通常被稱作「阪急六甲站」。此外，為了區別山陽電鐵直通此線與直通阪神本線的列車，以本站作為端點站的列車路線牌會標記為「往 阪急六甲」。

## 相鄰車站
阪急電鐵
 神戶本線
■特急、■通勤特急
通過
■快速急行
岡本（HK-11）－六甲（HK-13）－神戶三宮（HK-16）
■急行、■通勤急行、■普通
御影（HK-12）－六甲（HK-13）－王子公園（HK-14）

## 外部連結
- 六甲 - 阪急電鐵